# Болотница сладкая
Боло́тница сла́дкая, или Кита́йский водяно́й оре́х (лат. Eleōcharis dūlcis) — травянистое растение; вид рода Болотница семейства Осоковые (Cyperaceae). В Юго-Восточной Азии растение культивируют ради съедобных клубнелуковиц. Растёт обычно в болотистой местности, а съедобный клубень находится под водой, в иле. Имеет трубковидные безлистые зелёные стебли, достигающие в высоту 1,5 м.

## Название
Растение часто называют просто водяной орех или водяной каштан.
Синонимы:
- Andropogon dulcis Burm.f.basionym
- Carex tuberosa (Schult.) Blanco nom. illeg.
- Eleocharis austrocaledonica Vieill.
- Eleocharis equisetina J.Presl & C.Presl
- Eleocharis esculenta Vieill.
- Eleocharis indica (Lour.) Druce
- Eleocharis plantaginea (Retz.) Roem. & Schult.
- Eleocharis plantagineiformis Tang & F.T.Wang
- Eleocharis plantaginoidea W.Wight nom. illeg.
- Eleocharis plantaginoides (Rottb.) Domin
- Eleocharis sphacelata Boeck.
- Eleocharis tuberosa (Roxb.) Schult.
- Eleocharis tumida (Roxb.) Schult.
- Hippuris indica Lour.
- Limnochloa plantaginea (Retz.) Nees
- Limnochloa tumida (Roxb.) Nees
- Scirpus dubius Roxb.
- Scirpus plantagineus Retz.
- Scirpus plantaginoides Rottb.
- Scirpus tuberosus Roxb. nom. illeg.
- Scirpus tumidus Roxb.

## Кулинария

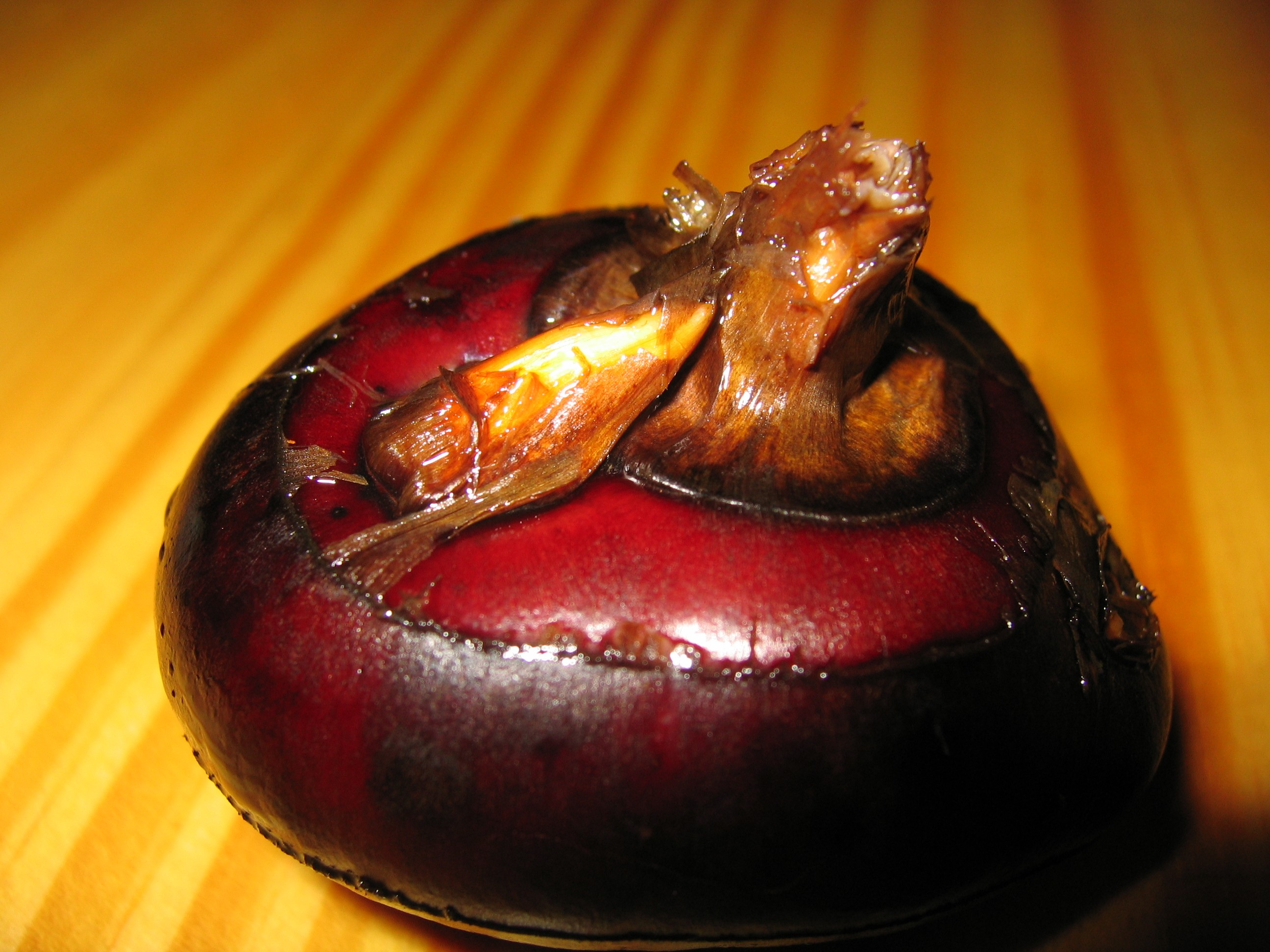
Неочищенная клубнелуковица водяного каштана

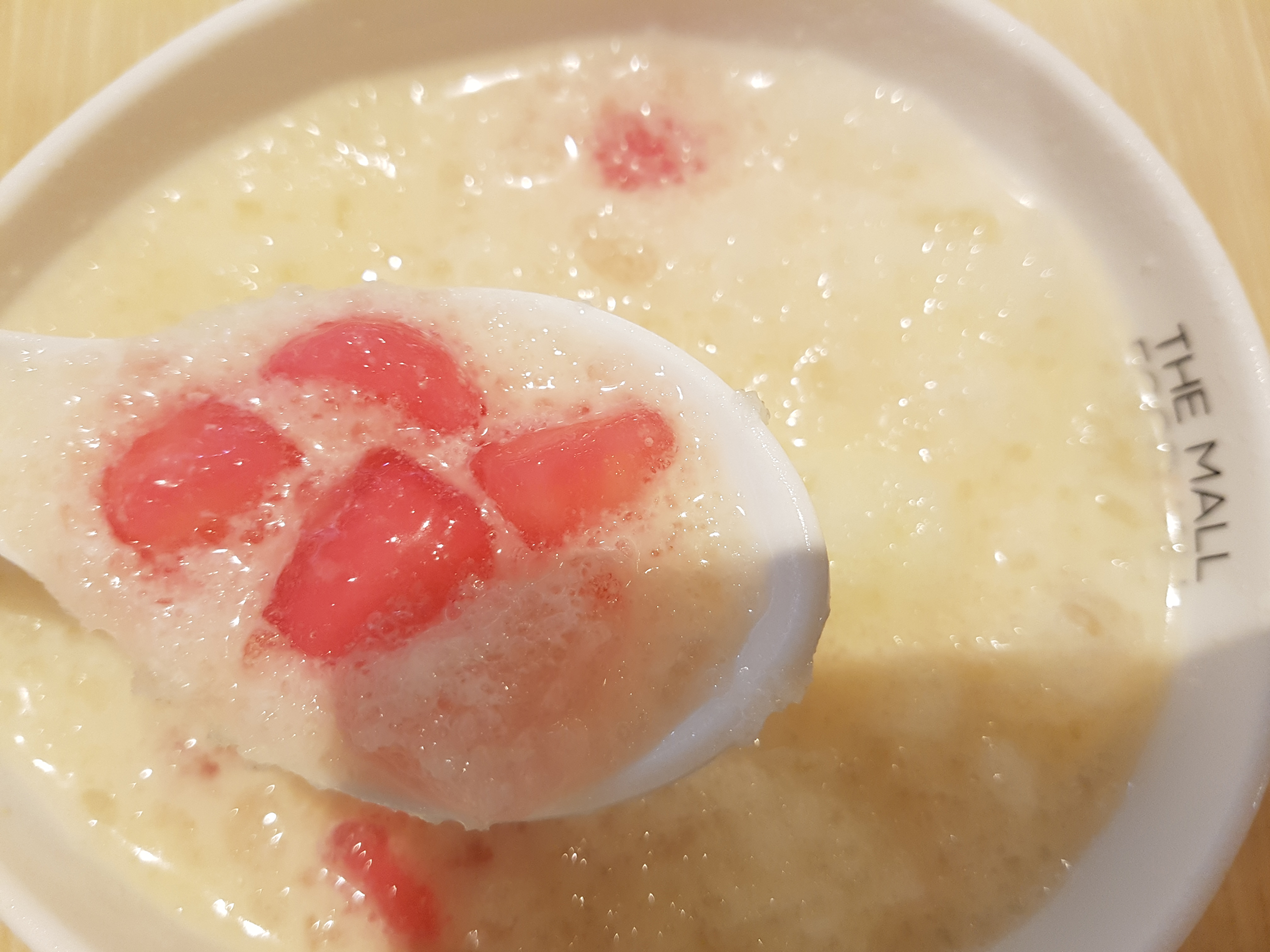
Хрустящие рубины в одном из фудкортов Бангкока

Небольшие шаровидные клубнелуковицы имеют хрустящую белую мякоть и коричневую скорлупу. Внешне клубнелуковицы очень напоминают плоды каштана (однако, в отличие от него, являются однодольными). Их можно есть сырыми, слегка проваренными, жареными или маринованными, однако при употреблении в пищу без термической обработки растение может стать причиной фасциолопсидоза, вызываемого трематодой Fasciolopsis buski.
Клубнелуковицы болотницы являются компонентом многих блюд китайской кухни. В Китае их обычно едят сырыми, слегка подслащёнными. Их можно также размалывать в муку, которую используют для выпечки особых пирожных. В отличие от многих других съедобных овощей, клубнелуковицы сохраняют хрустящую мякоть даже после термической обработки или маринования, поскольку стенки их клеток связаны друг с другом и укреплены феноловыми соединениями, чем напоминают земляной миндаль и корень лотоса.
Клубнелуковицы богаты углеводами (около 90 % сухой массы, в особенности крахмалом (около 60 % сухой массы), а также являются богатым источником диетического волокна, рибофлавина, витамина B6, калия, меди и марганца.
На вкус водяной каштан сладковатый с очень слабым ореховым привкусом, который легко заглушается различными соусами. Отваренные водяные каштаны имеют твёрдую и немного хрустящую консистенцию. При приготовлении блюд водяные каштаны часто сочетаются с побегами бамбука, кориандром, имбирём, кунжутным маслом и горохом. Их часто добавляют в макаронные или рисовые блюда.
В Таиланде слегка вареные плоды добавляют в различные десерты, в основном приготовленные на основе колотого льда и кокосового молока. В частности, популярен десерт с подкрашенными в красный цвет водяными орехами Тхаптхим Кроп (тайск. ทับทิมกรอบ), что дословно переводится как хрустящие рубины.